# 讷河站
讷河站，位于中华人民共和国黑龙江省齐齐哈尔市讷河市通江街道，是富西铁路上的火车站，建于1933年，由哈尔滨铁路局管辖。

## 車站周邊
- 弘韬国际酒店
- 中国邮政储蓄银行通江路支行
- 讷河市第二小学
- 青岛黄浦职业学院讷河分院

## 歷史
- 建于1933年。

## 外部連結
- 中国铁路客户服务中心（页面存档备份，存于）